# 박정만
박정만(朴正萬, 1946년 8월 26일 ~ 1988년 10월 2일)은 대한민국의 시인이었다.

## 생애
- 1946년 8월 26일에 전라북도 정읍군 산외면 상두리 출생
- 1968년 서울신문 신춘문예에 〈겨울 속의 봄 이야기〉가 당선되어 문단에 데뷔
- 1981년 한수산 필화 사건에 휘말려 갖은 고초를 당함
- 1988년 10월 2일 서울 올림픽 폐막 당시, 봉천동 자택에서 고문 후유증으로 고생하다 간경화를 얻어 사망.

## 학력
- 화죽초등학교 졸업
- 전주북중학교 졸업
- 전주고등학교 졸업
- 경희대학교 국문과 졸업

## 저서

### 시집
- 《잠자는 돌》(고려원, 1979)
- 《맹꽁이는 언제 우는가》(오상사, 1986)
- 《무지개가 되기까지는》(문학사상사, 1987)
- 《서러운 땅》(문학사상사, 1987)
- 《저 쓰라린 세월》(청하, 1987)
- 《혼자있는 봄날》(나남, 1988)
- 《어느덧 저쪽》(문학세계사, 1988)
- 《슬픈일만 나에게》(평민사, 1988)
- 《박정만 시화집》(청맥, 1988)
- 유고 시집 《그대에게 가는 길》(실천문학사, 1988)

#### 시인의 말
| “ | 1987년 6월과 8월 사이에 나는 500병 정도의 술을 쳐죽였다. 그 속에는 꺼져 가는 불티처럼 겨우 명맥만 붙어 있는 나의 목숨도 묻어 있음에 틀림없었다. … 머릿속에는 수만 가지 생각들이 한꺼번에 난마(亂麻)처럼 얼크러져서 빛보다도 빠른 속도로 밀려왔다가 밀려나갔다. … 그리하여 어떤 보이지 않는 손의 인도에 따라 머릿속에서 들끓는 시어의 화젓가락으로 시를 쓰기 시작했다. 한 편을 쓰고 나면 또 한 편의 시가 미리 대기하고 있었다. 이렇게 하여 1987년 8월 20일 경부터 9월 10일까지 사이에 나는 물경 300편 가까운 시를 얻었다. | ” |
|   | — 1988년 2월 ‘그 처절했던 고통의 시간들’에서 |   |

### 시집 아닌 책
- 동화집 《크고도 작은 새》(서문당, 1984)
- 동화집 《별에 오른 애리》(샘터사, 1986)
- 수필집 《너는 바람으로 나는 갈잎으로》(고려원, 1987)

### 박정만 연구 학위논문
- 정순옥, 〈朴正萬詩의 죽음意識 硏究〉. 고려대 교육대학원 석사학위논문 (1993)
- 강영식, 〈박정만 시 연구〉. 경희대 대학원 석사학위논문 (1995)
- 이수경, 〈朴正萬 詩 硏究〉. 경희대 대학원 석사학위논문 (1996)
- 성미란, 〈박정만시의 비극성 연구〉. 경희대 대학원 석사학위논문 (1997)
- 조영미, 〈박정만 시에 나타난 죽음 이미지 연구〉. 동덕여대 여성개발대학원 석사학위논문 (2002)
- 고영경, 〈박정만 시 연구 : 시의 구조와 방법적 특성을 중심으로〉. 중앙대 대학원 석사학위논문 (2002)
- 조운아, 〈박정만 시 연구〉. 경희대 대학원 석사학위논문 (2004)
- 김영욱, 〈박정만 시 연구〉. 국민대 대학원 석사학위논문 (2006)
- 최은영, 〈박정만 시에 나타난 표현의 상징성 연구〉. 강릉대 교육대학원 석사학위논문 (2007)

## 관련 매체
- 1989년작 드라마 《서러운 땅》편에서 생애를 바친 극화다.

## 가족 관계
- 첫째 부인 :  박혜화 (이혼) (1970 ~ 1982.10)
  - 딸 : 박송이 (1970년 ~ )
- 둘째 부인 : 염미혜 (재혼) (1984.1 ~ 1988.10)

## 참고 자료
- 시전집 《다시 눈뜬 아사달》 (외길사, 1990)